# Agbado
Der Agbado ist ein linker Nebenfluss des Zou in Benin.

## Verlauf
Der Fluss hat seine Quellen im Norden des Départements Collines, nahe der Grenze zum Département Donga. Er fließt sehr geradlinig in südliche Richtung. Erst etwa 40 km vor der Mündung dreht er nach Südosten. Der Agbado mündet an der Grenze zum Forêt d’Atcherigbe in den Zou.

## Hydrometrie
Die Durchflussmenge des Agbado wurde an der hydrologischen Station Savalou, etwa bei der Hälfte des Einzugsgebietes, über die Jahre 1951 bis 1984 gemittelt, gemessen (in m³/s).